# Министерство на търговията на САЩ
Министерството на търговията на САЩ, или Департамент по търговията на САЩ (на английски: the United States Department of Commerce), е един от изпълнителните департаменти на САЩ.
Главен секретар на Департамента е Гари Лок (от 26 март 2009 година)
Сферите на дейност на департамента са: икономически ръст в САЩ, придвижване и свободна търговия в САЩ и в целия свят, международни икономически мисии, поддръжка и инновации, управление на морските ресурси и осигуряване на информация за времето.
Общо служители в департамента – 38 хил. души (оценка от 2005).

## Основни структурни подразделения на Департамента
- Токущнят секретар на търговията, Гина РаймондоАгенция по развитие на малкия бизнес (Minority Business Development Agency (MBDA))
- Бюро за промишленост и безопасност (Bureau of Industry and Security (BIS))
- Национална служба за техническа информация (National Technical Information Service, (NTIS))
- Национално управление на океанските и атмосферни изследвания (National Oceanic & Atmospheric Administration, (NOAA))
  - Национална метеорологическа служба (National Weather Service (NWS))
  - Служба по океански и атмосферни изследвания (Office of Oceanic and Atmospheric Research (OAR))
  - Офицерски корпус към националното управление за океански и атмосферни изследвания (National Oceanic and Atmospheric Administration Commissioned Corps (NOAA Corps))
- Национално управление по телекомуникациите и информацията (National Telecommunications & Information Administration, (NTIA))
- Офис по патентите и търговските марки ((Patent & Trademark Office (PTO))
- Управление на международната търговия (International Trade Administration, (ITA))
- Управление по технологиите (Technology Administration)
  - Национален институт по стандартите и технологиите (National Institute of Standards and Technology (NIST))

- - Office of Technology Policy (OTP)
- Управление по икономиката и статистиката (Economics & Statistics Administration (ESA))
  - Бюро за икономически анализи (Bureau of Economic Analysis (BEA))
  - Бюро за преброяване на населението на САЩ (Bureau of the Census)
- Управление по икономическото развитие (Economic Development Administration (EDA))